# 住宅・都市整備公団2000形電車
住宅・都市整備公団2000形電車（じゅうたくとしせいびこうだん2000がたでんしゃ）は、1983年（昭和58年）に登場した通勤形電車である。
1994年（平成6年）に9000形に改番されたのち、2013年（平成25年）の時点では千葉ニュータウン鉄道が所有し、北総鉄道が管理・運用する形で在籍していた。

## 概要
1984年（昭和59年）の住宅・都市整備公団千葉ニュータウン線（現・北総鉄道北総線）の小室 - 千葉ニュータウン中央間開業に合わせて開発され、1982年（昭和57年）12月に発注され、翌1983年11月から12月にかけて6両編成2本12両が落成した。製造は全て日本車輌製造が担当している。
先述の各線との直通運転の都合、および実際の運用や保守を北総開発鉄道側に委託することから、主要機器は北総7000形と共通の機器が多用されているほか、それ以外の機器においても他社線の車両とできる限り共通のものが採用された一方、省エネルギー化や保守の容易化に貢献するとされた新技術に関しては、信頼性が得られるものを極力採用することになった。
2000という数字が与えられるに至った背景には、直通運転が予定されていた北総・新京成・京成・都営地下鉄浅草線各線ですでに使用されていた形式番号を避けるという目的と同時に、「2000年に向かって伸び行くニュータウンの将来を象徴するよう」にという願いもあったという。

## 構造

### 車体
外板・骨組を含めた構体主要部分を全てステンレス製とし、アーク溶接工法とスポット溶接工法を併用して製造された全長18 m級のオールステンレス車体で、客用扉は両開きのものが1両の片側につき3箇所ある。前面部は腰のあたりが張り出した形状で、前面には熱線入り防曇ガラスを採用した。
車体にはニュータウンの若々しさをイメージさせる色として赤と緑、落ち着いた住環境をイメージさせる色としてグレーの粘着テープを側面の窓周りと前面にシンボルカラーとして貼り付けている。この粘着テープはA-A基準に適合したものであり、全般検査2回分の期間における耐候性を見込まれたものとなっている。
冷房装置は9008編成（←2001編成）は中間増備車を除いて東芝製、9018編成（←2002編成）と9008編成の中間増備車は三菱電機製である。集電装置も京急と同一品のPT43形菱形パンタグラフを搭載する。
方向幕は登場当時は行先のみの表示であったが、1993年（平成5年）に列車種別も同時に表示するものに交換され、さらに1997年（平成9年）には北総7000形と同様の表示器（英文字併記、フォントはナール）に交換された。
前面の運行番号表示幕は登場時、運行番号のみの表示で助士側窓下部に設置されていたが、第II期線開業に先立ち列車種別と運行番号を表示するものに変更のうえ位置も助士側窓上部に変更された。その後前述の1993年の方向幕交換で運番幕の種別表示部は使用停止となった。この間、方向幕は行先のみのままで、急行運転を実施する京急線内でも側面は行先しか表示されなかった時期があった。

### 内装
室内は、クリーム系のデコラ化粧板に、座席はロングシートであるが先に登場した7000形とは異なり、座面生地を2人用はオレンジ色・4人用はワインレッドとして組み合わせによって座席定員の明確化を狙った。客室側扉の構造は東京都交通局10-000形電車とほぼ共通であるが、客室側の取っ手が10-000形では四角に対し、長円形となっている点が異なる。
扉間の側窓は大・小・大の三分割（大窓が幅880 mm、小窓が幅440 mm）となっており、大窓及び車端部は厚さ5 mmの透明強化ガラス・一段下降式となっているが、中央の小窓は固定式の色つき合わせガラスで、カーテンも設置されていない。これはカーテンを全て降ろした際に車内から駅名標等が見えなくなることを避けるためで、現在のような車内表示器が普及する以前のアイデアである。

### 走行機器など
界磁チョッパ制御装置や回生ブレーキ併用電磁直通ブレーキ、マスコン・ブレーキハンドルなどの機器取扱い面は北総7000形と共通である。主電動機は130 kWのものを東洋・三菱の2社より採用し、駆動装置は1990年12月に8両化のため増備した2両を含め全Mユニット共TDカルダンとした。冷房装置および補助電源装置は、北総7000形が集約分散式と電動発電機であるのに対し、当形式では冷凍能力36,000 kcal/h（41.86 kW）のCU71-D1形集中式冷房装置と、GTOサイリスタを用いた出力60 HzのBS482-H形静止形インバータが採用された。

## 編成表
当初の車両番号体系は現在と異なり、帝都高速度交通営団（営団地下鉄、現・東京地下鉄（東京メトロ））などで採用しているものと同様に、百位で号車を、十位と一位で製造番号を表すものであった。将来の10両編成化を視野に入れていたため上り側の車両の百位は"0"で、百位の4・5・8・9は欠番となっていた。当時の編成は以下の通り。
|      | ← 千葉ニュータウン中央北初富・松戸 → |          |          |          |          |          |
| 番台 | クハ2100                             | モハ2200 | モハ2300 | モハ2600 | モハ2700 | クハ2000 |
| 車種 | Tc                                   | M1       | M2       | M1       | M2       | Tc       |
| 番号 | 2101                                 | 2201     | 2301     | 2601     | 2701     | 2001     |
| 番号 | 2102                                 | 2202     | 2302     | 2602     | 2702     | 2002     |

以下、本項内で編成を表す場合は「上り側の車両（編成表右側）の番号+編成」表記を用いる。
1990年（平成2年）度に北総7000形と同様、8両編成化用の中間電動車（2400番台・2500番台）が増備され、MT比は6M2Tとなった。これに続いて、翌年の京浜急行電鉄（京急）乗り入れに当たり先頭車の電動車化の要請を受けたことによる制御車の電装化（電動車化）及び一部中間車の電装解除（付随車化）改造、編成中の2600番台車と2700番台車の位置変更・改番が行われている。
|                                 | ← 千葉ニュータウン中央北初富・松戸 → |                 |                 |                   |                   |                 |                 |                 |
| ← 印旛日本医大羽田空港 →        |                                      |                 |                 |                   |                   |                 |                 |                 |
| 2000形 - 番台 （9000形 - 形式） | モハ2100 (9000)                      | モハ2200 (9000) | サハ2300 (9000) | モハ2400 (9000)   | モハ2500 (9000)   | サハ2600 (9000) | モハ2700 (9000) | モハ2000 (9000) |
| 車種                            | Tc→Mc2                               | M1              | M2→T            | M1                | M2                | M2→T            | M1              | Tc→Mc2          |
| 番号                            | 2101 (9001)                          | 2201 (9002)     | 2301 (9003)     | 2401 (9004)       | 2501 (9005)       | 2601 (9006)     | 2701 (9007)     | 2001 (9008)     |
| 番号                            | 2102 (9011)                          | 2202 (9012)     | 2302 (9013)     | 2402 (9014)       | 2502 (9015)       | 2602 (9016)     | 2702 (9017)     | 2002 (9018)     |
| 備考                            |                                      |                 |                 | 8両編成化用増備車 | 8両編成化用増備車 | 元2700番台      | 元2600番台      |                 |

## 運用の変遷

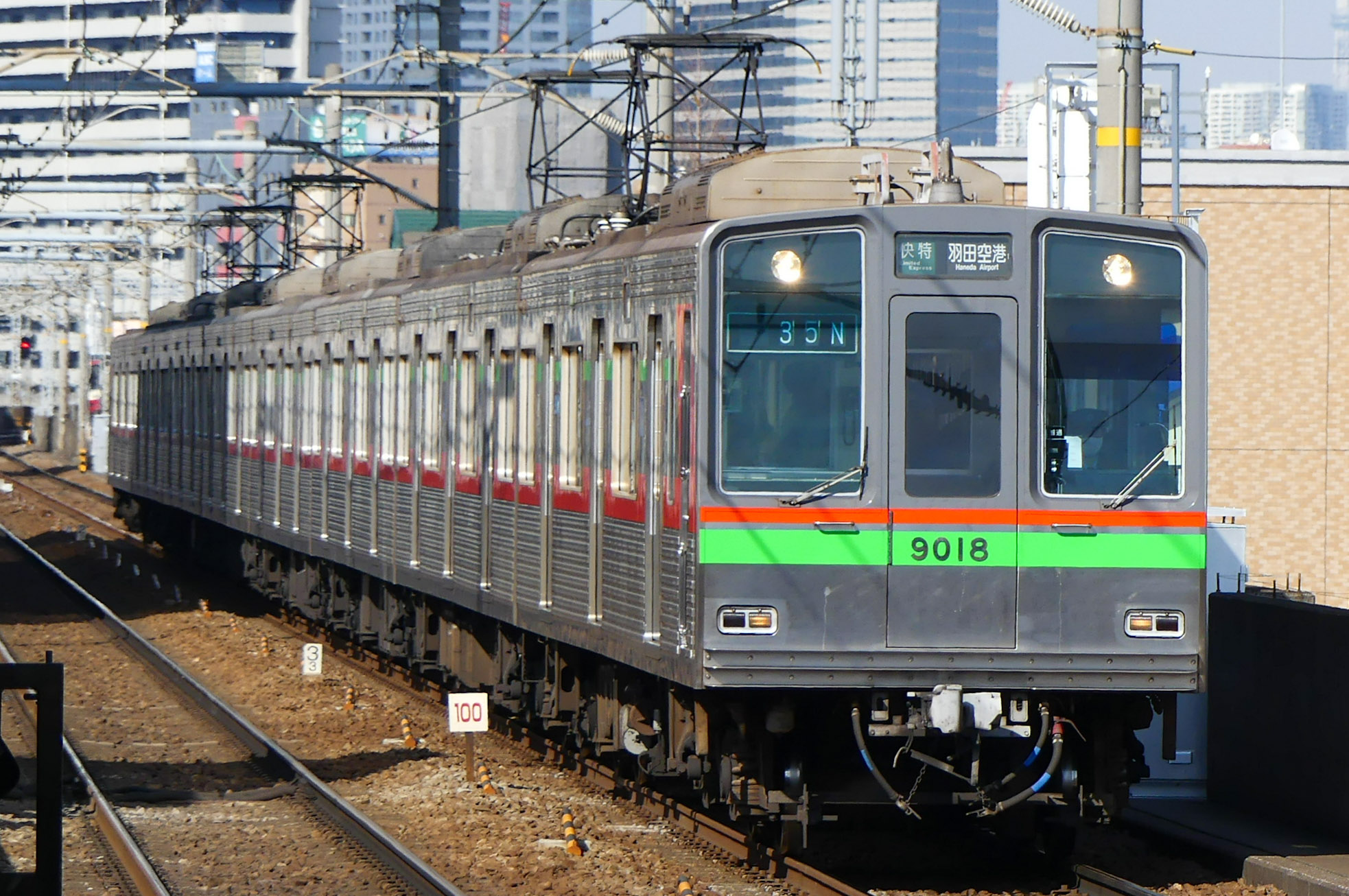
9000形への改番後
（2017年3月11日 鮫洲駅 - 立会川駅間）

1991年（平成3年）の北総開発鉄道→北総鉄道・京成電鉄・東京都交通局（都営地下鉄）・京浜急行電鉄の4社局直通運転開始にあたり、直通先の京急2000形電車と番号が重複することから、1994年（平成6年）に9000形へと改称された。番号体系は京成3700形電車などで採用したものと同様で、一の位で号車番号、百の位と十の位で製造順位を表すものとなっている。
なお、本形式の登場後しばらくは新京成電鉄松戸駅乗り入れも行われていたが、新京成にも2000番台の形式が存在していた（京成2000形電車を参照）ため、2度の番号重複を経験している。
登場から1999年（平成11年）9月30日までは住宅・都市整備公団、同年10月1日から2004年（平成16年）6月30日までは都市基盤整備公団が所有し、車両の管理を北総が行っていたが、同年7月1日の都市公団の独立行政法人都市再生機構（UR都市機構）への改組に伴い、同公団保有の鉄道施設および車両が同日から千葉ニュータウン鉄道（京成全額出資で設立された子会社）に譲渡されたため、本形式は千葉ニュータウン鉄道所有・北総管理とされた。登場当時は前面と側面に住都公団のマークが設置されていたが、1999年の都市公団への移行後に前面マークの撤去と側面マークのUDCマークへの交換を実施し、その後2004年の千葉ニュータウン鉄道への譲渡に伴い、側面マークは「北総鉄道」のプレートに交換され、「K'SEI GROUP」ロゴも追加された。
北総管理の編成の中では最後まで新京成乗り入れ時代のSR列車無線アンテナが残っており、2005年（平成17年）4月には、新京成電鉄N800形電車の新車搬入時の牽引車として9008編成が使用され、編成中にN800形（N818編成）を2両ずつ挿入の上くぬぎ山車両基地へ搬入した（後の増備車は自力回送）。
2010年（平成22年）3月27日には9018編成を使用した臨時列車「ほくそう春まつり号」が運転された。北総車が京成上野駅 - 青砥駅間に入線し、北総線へ直通する列車が営業運転を行うのは2009年（平成21年）3月28日に続いて2度目であった。
2013年（平成25年）3月1日の9200形（9201編成）の営業運転開始に伴い、9008編成が同年2月28日をもって営業運転を終了し、同年3月1日付で廃車された。残る9018編成も2017年（平成29年）3月17日をもって定期運用を終了し、同年3月20日には事前応募による当選者を対象としたラストランイベント「ありがとう9000形引退記念ツアー」を催行。これをもって本形式は全廃となった。